# Tyre Phillips
(en) Statistiques sur pro-football-reference
Tyre Jerel Phillips, né le 29 janvier 1997 à Grenada au Mississippi, est un joueur américain de football américain qui évolue au poste d'offensive guard. Depuis 2020, il joue avec la franchise des Ravens de Baltimore en National Football League (NFL).

## Biographie

### Carrière universitaire
Étudiant à l'université d'État du Mississippi, il a joué avec les Bulldogs de 2018 à 2019.

### Carrière professionnelle
Il est sélectionné au troisième tour, 106e rang au total, par les Ravens de Baltimore lors de la draft 2020 de la NFL. Il joue son premier match dans la NFL lors de la semaine 1, dans une victoire 38 à 6 contre les Browns de Cleveland.
Le 30 août 2022, Phillips est retranché par les Ravens. Il est réclamé par les Giants de New York, qui retranche Blake Martinez pour lui faire de la place.